# イリン島
イリン島（イリンとう、英語: Ilin Island）はフィリピン中部ミンドロ島南端の西に位置するの小さな島。西ミンドロ州マグサイサイ市の面するマンガリン湾の沖に存在し、ミンドロ島とはイリン海峡（Ilin strait）で分けられている。面積はおおよそ47km2ほどである。
第2次世界大戦の礼号作戦では周辺が戦場となっている。
島は絶滅危惧種のミンドロフサオクモネズミの生息地となっている。

## 註
1. ↑  Van Oosterzee, Penny (1997). Where Worlds Collide: The Wallace Line. Cornell University Press. p. 193. ISBN 9780801484971
2. ↑  John P. Rafferty, ed (15 January 2011). Rats, Bats, and Xenarthrans. Britannica Educational Publishing in association with Rosen Educational Services. p. 26